# King of KingZ
King of KingZ è il secondo demotape del rapper berlinese Bushido, all'anagrafe Anis Mohamed Youssef Ferchichi. Il demo è uscito originariamente in formato di Musicassetta nel 2001 attraverso la Label indipendente I Luv Money Records. Nel 2003 poi è uscito per la prima volta in formato di CD attraverso la Label indipendente Aggro Berlin. Infine è stato ripubblicato tramite la Label indipendente ersguterjunge, di proprietà dello stesso Bushido.

## Produzione
L'album è stato prodotto interamente da Bushido e DJ Ilan

## Successo
Dopo che il demo è stato ripubblicato nel 2005 tramite la Label indipendente ersguterjunge, è arrivato al 55º posto nella Media Control Charts.

## Tracce
| #  | Titolo                       | Featuring | Durata |
| -- | ---------------------------- | --------- | ------ |
| 1  | Intro                        |           | 1:54   |
| 2  | King of KingZ                |           | 3:03   |
| 3  | Superheroez                  | One Joka  | 2:53   |
| 4  | Arschfick                    |           | 3:05   |
| 5  | Ich hab euch nicht vergessen |           | 4:33   |
| 6  | Nutte Bounce                 |           | 3:33   |
| 7  | Fick Rap                     |           | 2:45   |
| 8  | Schwarze Seite               | Roulette  | 3:50   |
| 9  | Wie ein Engel                |           | 3:25   |
| 10 | Pitbull                      |           | 4:00   |
| 11 | Kalter Krieg                 | Fler      | 2:51   |
| 12 | Mit dem Schwanz in der Hand  | D-Bo      | 3:37   |
| 13 | Hast du Mut ?!               |           | 3:09   |
| 14 | Vack You!                    | Fler      | 2:20   |
| 15 | Sternenstaub                 |           | 3:41   |
| 16 | Outro                        |           | 0:22   |